# Kolmhaus
Das Kolmhaus ist eine private Schutzhütte im Bezirk Schwaz in Tirol, Österreich. Es liegt im Zillertal auf 1845 m ü. A. Höhe. Vom Ort Brandberg ist es in ungefähr zwei Stunden zu erreichen.

## Geschichte
Die Hütte wurde im Jahr 1927 durch Wilhelm Pfister erbaut. 1953 wurde sie von einer Lawine zerstört und 1954 neu aufgebaut. 1989 wurde das Kolmhaus dann noch einmal renoviert.

## Gipfel
- Brandberger Kolm (2700 m)
- Hochsteinflache (2769 m)
- Höhenbergkarkopf (2791 m)
- Torhelm (2452 m)
- Gerlossteinwand (2069 m)
- Rotkopf (2819 m)